# Ugny-l’Équipée
Ugny-l’Équipée település Franciaországban, Somme megyében. Lakosainak száma 30 fő (2022. január 1.). Ugny-l’Équipée Beauvois-en-Vermandois, Foreste, Lanchy, Douilly és Quivières községekkel határos.

## Népesség
A település népessége az elmúlt években az alábbi módon változott:
| Lakosok száma | 41   | 41   | 42   | 40   | 37   | 33   | 30   | 29   | 30   |
|               | 2013 | 2015 | 2016 | 2017 | 2018 | 2019 | 2020 | 2021 | 2022 |